# Klingande
Klingande (* 30. listopadu 1991, Croix, Hauts-de-France jako Cédric Steinmyller) je francouzský DJ, textař, a hudebník, který se proslavil novým hudebním žánrem, který kombinuje tropical house a deep house.
Roku 2012 dva francouzští studenti Cédric Steinmyller (* 1991) a Edgar Catry (* 1991) založili projekt s názvem Klingande.
Ve své tvorbě využívá temného saxofonu, piana, ale také syntetizér. Jeho skladby Jubel a Riva ho katapultovaly na přední scény evropských tanečních akcí. Prvním jeho známějším singlem je píseň zvaná Punga.
Od roku 2014 působí pod názvem Klingande jen Steinmyller.